# Pseudobaptria japonica
Pseudobaptria japonica là một loài bướm đêm trong họ Geometridae.